# 艾因貝尼安 (阿爾及爾省)
36°48′11″N 2°55′18″E / 36.80306°N 2.92167°E

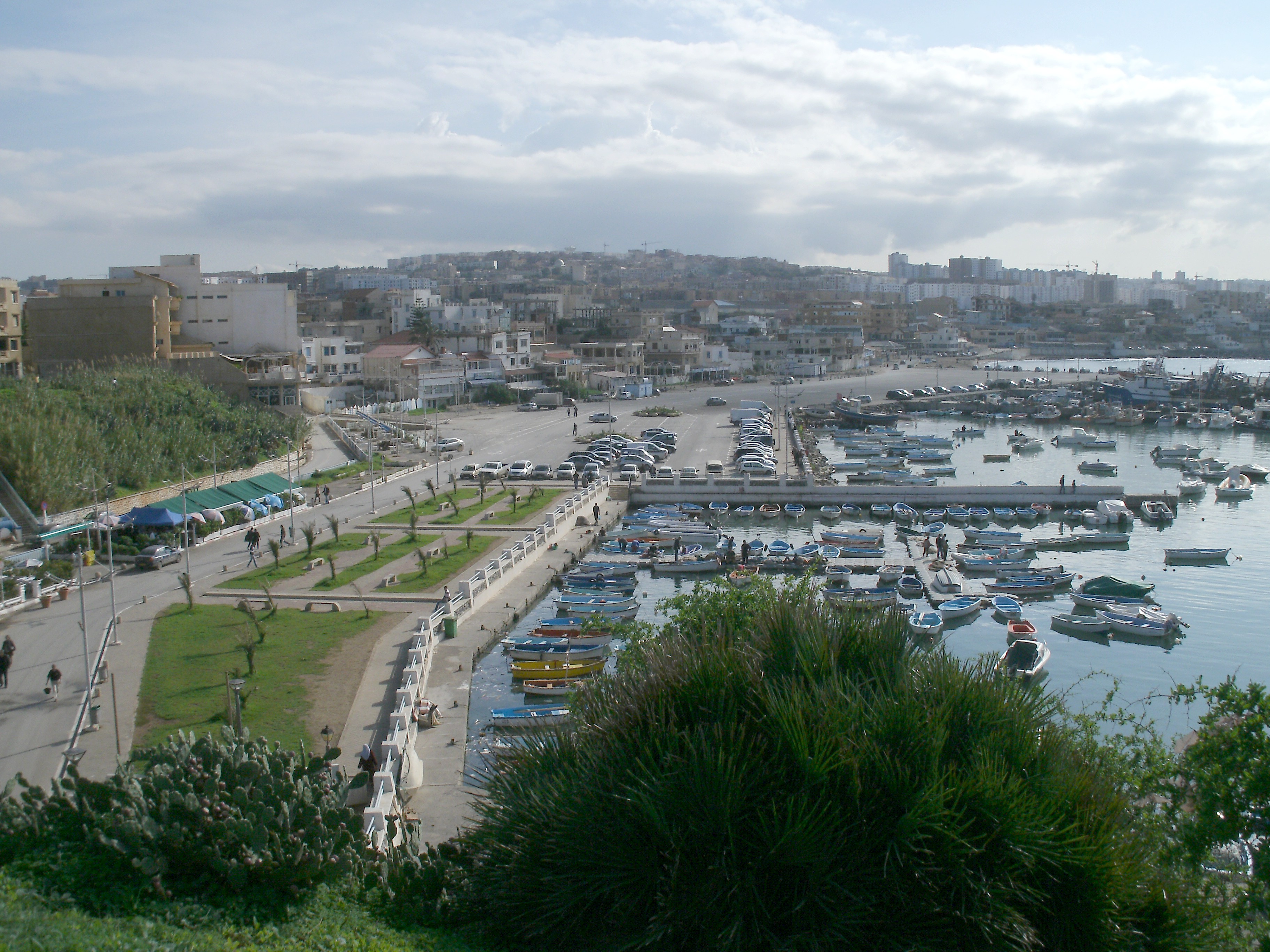
艾因貝尼安

艾因貝尼安（阿拉伯语：‎），是阿爾及利亞的城鎮，位於該國北部阿爾及爾省，由舍拉加區負責管轄，面積13平方公里，海拔高度30米，2008年人口68,354，人口密度每平方公里5,155人。

## 友好城市
- 法國 日沃尔